# Gran Premio Città di Camaiore 1994
Il Gran Premio Città di Camaiore 1994, quarantacinquesima edizione della corsa, si svolse il 10 agosto 1994 su un percorso di 209,5 km, con partenza e arrivo a Camaiore. La vittoria fu appannaggio dell'italiano Gianluca Bortolami, che completò il percorso in 5h17'32", alla media di 39,397 km/h, precedendo i connazionali Massimo Ghirotto e Gianni Faresin.

## Ordine d'arrivo (Top 10)
| Pos. | Corridore          | Squadra                  | Tempo    |
| ---- | ------------------ | ------------------------ | -------- |
| 1    | Gianluca Bortolami | Mapei-Clas               | 5h17'32" |
| 2    | Massimo Ghirotto   | ZG Mobili                | a 0'13"  |
| 3    | Gianni Faresin     | Lampre-Panaria           | s.t.     |
| 4    | Gianni Bugno       | Polti-Vaporetto          | a 0'45"  |
| 5    | Dmitrij Konyšev    | Jolly Componibili-Cage   | s.t.     |
| 6    | Stefano Colagè     | ZG Mobili                | s.t.     |
| 7    | Alberto Elli       | GB-MG Maglificio-Bianchi | s.t.     |
| 8    | Roberto Conti      | Lampre-Panaria           | s.t.     |
| 9    | Roberto Caruso     | ZG Mobili                | s.t.     |
| 10   | Oscar Pellicioli   | Polti-Vaporetto          | a 0'51"  |